# Ближня канцелярія
Ближня канцелярія - орган адміністративно-фінансового контролю над діяльністю державних установ Росії, створений Петром I, і існував у 1699-1719. Була канцелярією Боярської думи. Керував канцелярією генерал-президент, цю посаду обіймав Микита Зотов.
Відкрита була ще до заснування Сенату в 1705 при Золотій Думі, вгорі, для зборів даних з виробництва в різних встановленнях того часу, особливо приказах, найважливіших державних справ і для негайного надання государю довідок, коли він вимагатиме.
При самому її відкритті їй наказано завести книгу, в яку вносити всі іменні укази, що відбулися (з 1 січня 1705). Усі найважливіші папери головні царські слуги (міністри) мали підписувати у ближній канцелярії, для чого з'їжджалися туди тричі на тиждень. До неї мали надходити з усіх губерній відомості про доходи і витрати. Потім цієї канцелярії Петро доручив ревізію всіх фінансових рахунків і витрат, вироблених присутніми місцями. Але коштів на виконання цієї важливої функції, яку Петро прагнув зробити новою державною функцією, у ближньої канцелярії не було; довелося звертатися до старого московського методу: для повірки прибуткових і видаткових книг викликати з присутніх наказів і губерній дяків.
З проведенням реформи державних установ, коли справу контролю та ревізії припущено було покласти на Ревізійну колегію, ближня канцелярія виявилася зайвою і була скасована.